# Zhetysu

Mapa da região de Zhetysu em 1900.

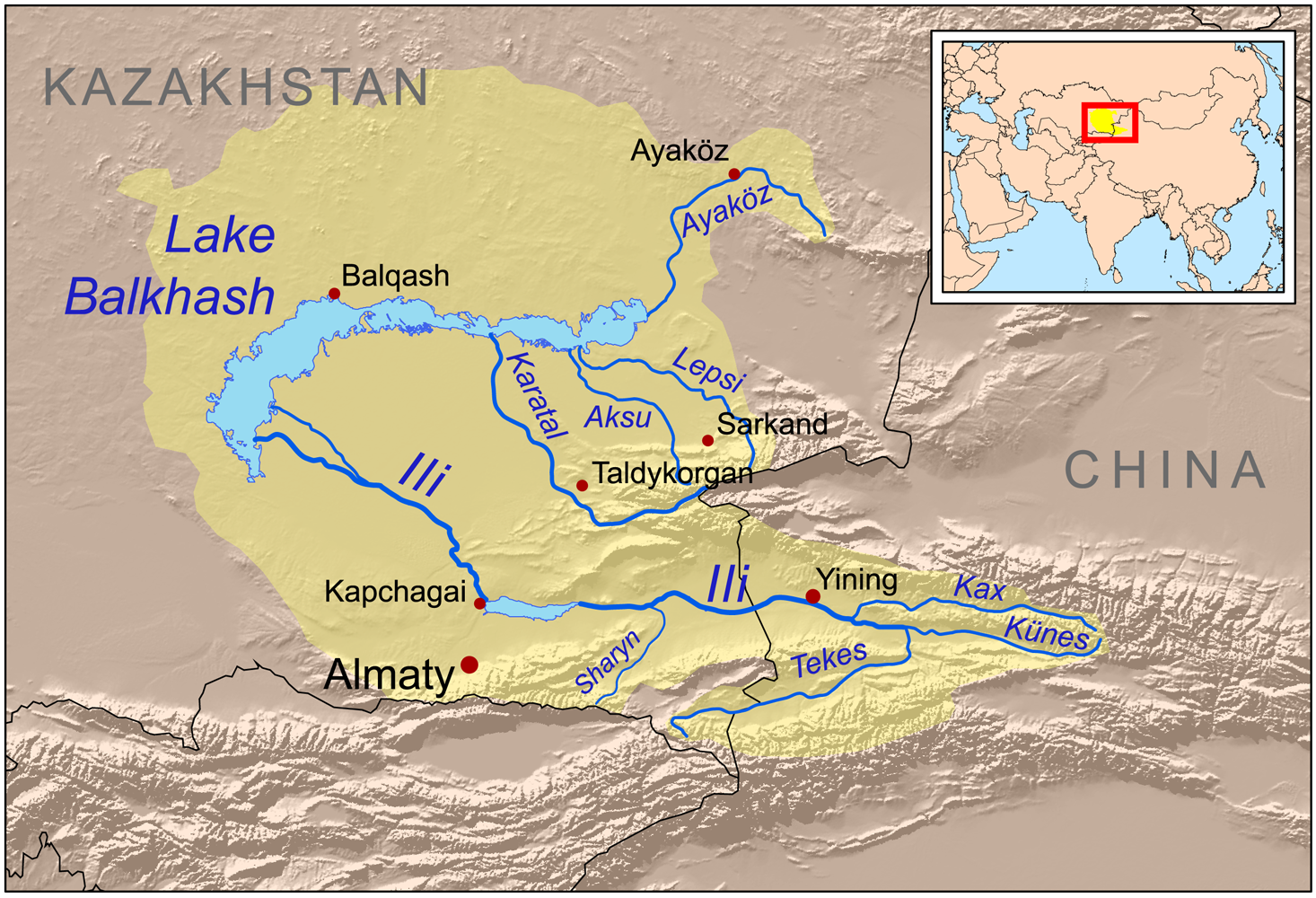
O Rio Ili e os principais afluentes o Lago Balcache cruzam a região de Zhetysu.

A parte sudeste do atual Cazaquistão era conhecida Zhetysu, que significa "sete rios" em cazaque, o nome russo é Semirechye, que tem o mesmo significado. A razão para o nome decorre de numerosos rios que provém das encostas da Cordilheira Tian Shan e das Montanhas Dzungarski Alatau.
Os vales férteis da região tem sido habitados há milênios, o que explica a existência de vários sítios de importância arqueológica. A região já foi parte da Rota da Seda, o que trouxe um grande desenvolvimento para a região. Foi nessa região que surgiu o Canato Cazaque. 
Nessa região está localizado o pico mais alto no Cazaquistão, o Khan-Tengri, com 6.995 m acima do nível do mar. 
O Lago Balcache demarca o limite noroeste da região e o Lago Alakol o limite nordeste, ao sul a região é delimitada pela Cordilheira Tian Shan, ao leste o limite são as Montanhas Dzungarski Alatau e as Montanhas Ketmen, ao oeste o limite é o Rio Chu.
A maior hidrovia no sudeste do Cazaquistão é o Rio Ili, que alimenta o Lago Balcache. Em meados do Século XX, a Usina Hidrelétrica de Kapshagai foi construída no Ili. Outros rios importantes da região são o Rio Karatal, o Rio Aksu e o Rio Lepsy, que também são afluentes do Lago Balcache.
A principal cidade da região é Almaty, que foi a antiga capital do Cazaquistão.